# Indian Institute of Technology Bombay
Das Indian Institute of Technology Bombay (Hindi: भारतीय प्रौद्योगिकी संस्थान, मुंबई, Bhāratīya Praudyogitī Sansthān, Mumbaī), auch IIT Bombay oder IITB genannt, ist eine staatliche Technische Universität in Powai, einem nördlichen Stadtteil von Mumbai.
Die Indian Institutes of Technology sind eine Gruppe von Universitäten, die von der indischen Zentralregierung direkt verwaltet werden. Sie gelten als die besten Universitäten des Landes. Das IIT Bombay ist das zweitgrößte IIT und war in einem internationalen Ranking im Jahr 2014 Indiens beste Universität.

## Fachbereiche

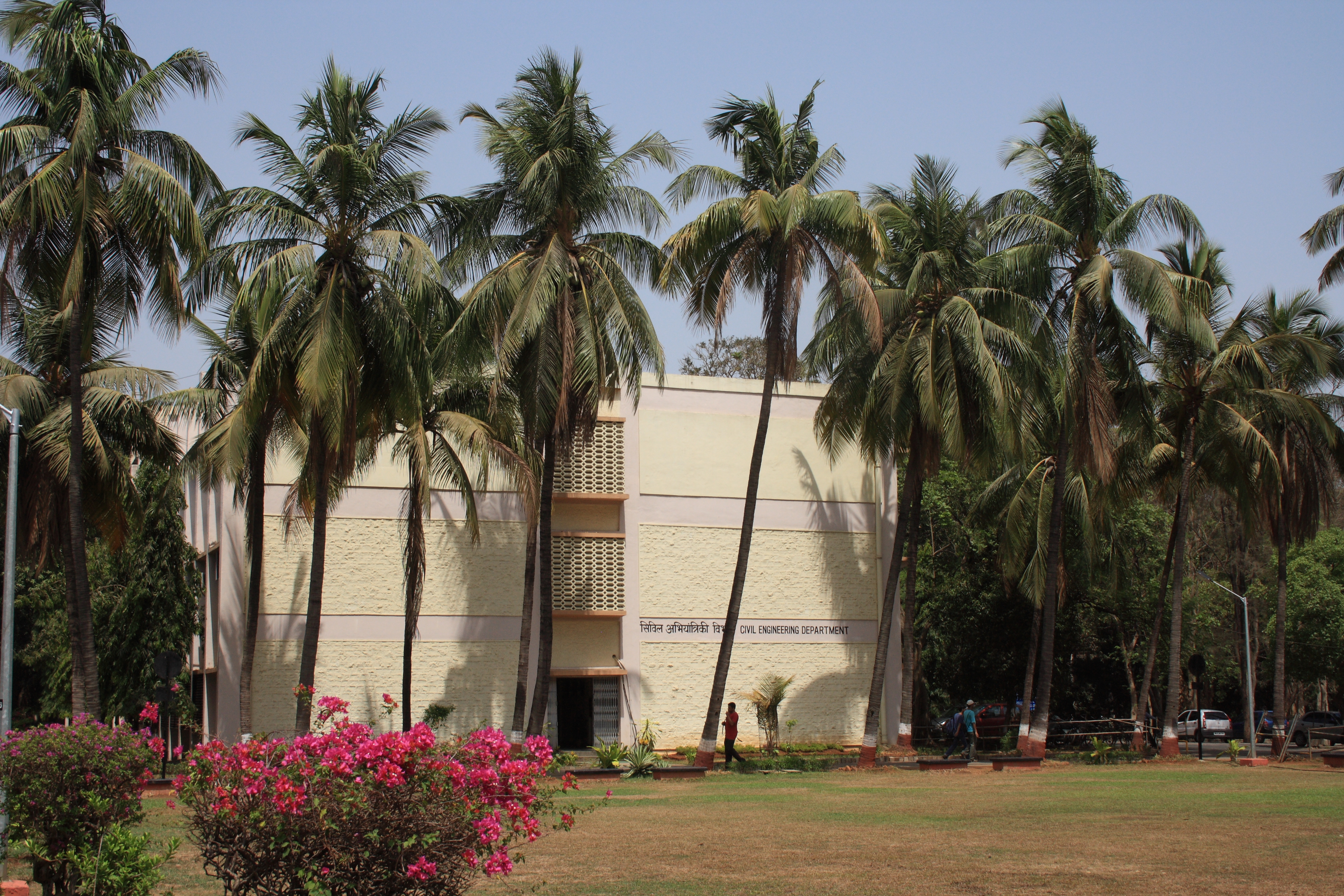
Das Gebäude der Bauingenieure

Die Universität ist technisch-naturwissenschaftlich ausgerichtet und bietet vor allem Ingenieurstudiengänge an. Die einzelnen Fachbereiche sind als Department oder Centre organisiert und haben üblicherweise jeweils ein Gebäude auf dem Campus, in dem alle Büros der Dozenten und Hörsäle untergebracht sind.
| Department                                    | Kürzel | deutsche Übersetzung                  |
| --------------------------------------------- | ------ | ------------------------------------- |
| Aerospace Engineering                         | AE     | Luft- und Raumfahrttechnik            |
| Biosciences and Bioengineering                |        | Biowissenschaften und -ingenieurwesen |
| Chemical Engineering                          | CL     | Chemieingenieurwesen                  |
| Chemistry                                     | CH     | Chemie                                |
| Civil Engineering                             | CE     | Bauingenieurwesen                     |
| Computer Science & Engineering                | CS     | Informatik                            |
| Earth Sciences                                | GS     | Geowissenschaften                     |
| Electrical Engineering                        | EE     | Elektrotechnik                        |
| Energy Science and Engineering                | EN     | Energieingenieurwesen                 |
| Humanities & Social Science                   | HS     | Sozialwissenschaften                  |
| Industrial Design Center                      | ID     |                                       |
| Mathematics                                   | MA     | Mathematik                            |
| Mechanical Engineering                        | ME     | Maschinenbau                          |
| Metallurgical Engineering & Materials Science | MM     | Metallurgie & Werkstoffkunde          |
| Physics                                       | PH     | Physik                                |

| Centre                                                | Kürzel |
| ----------------------------------------------------- | ------ |
| Centre for Research in Nanotechnology and Science     | CRNTS  |
| Centre for Aerospace Systems Design and Engineering   | CASDE  |
| Computer Centre                                       | CC     |
| Centre for Distance Engineering Education Programme   | C-DEEP |
| Centre for Environmental Science and Engineering      | CESE   |
| Centre of Studies in Resources Engineering            | CSRE   |
| Centre for Technology Alternatives for Rural Areas    | CTARA  |
| Centre for Formal Design and Verification of Software | CFDVS  |
| Sophisticated Analytical Instrument Facility          | SAIF   |

## Campus

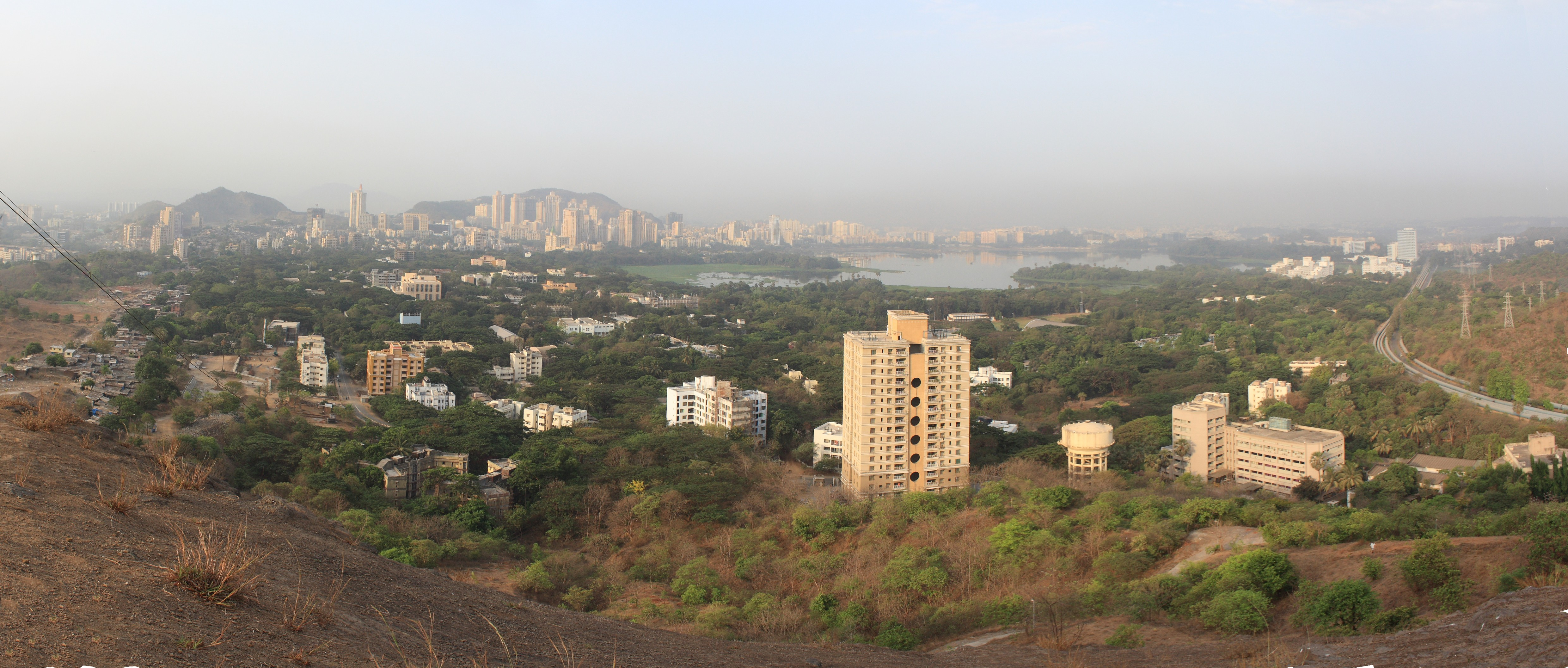
Ausblick über den Campus während der Dürre vor der Regenzeit

Der Campus liegt in Powai, einem nordwestlichen Stadtteil von Mumbai am Ufer des Sees „Powai Lake“ und wurde von Vanu G. Bhuta für Messers G.M. Bhuta & Associates entworfen.

### Grüner Campus
Bei der Gestaltung wurde darauf geachtet, möglichst viele Bäume zwischen den Gebäuden und an den Straßen stehen zu lassen, so dass man meistens trotz tropischem Sonnenschein im Schatten unterwegs ist. Häufig wurden Gehwege um Bäume herum gebaut.
Weil der Campus an den Sanjay-Gandhi-Nationalpark angrenzt, ist die Luft nicht so stark verschmutzt wie im Rest der Stadt.
Wie auch sonst in städtischen Gebieten in Indien sind sehr viele frei laufende Tiere auf dem Gelände anzutreffen: vor allem Straßenhunde und Rinder, aber auch Katzen und Affen.
Aber auch schwarze Panther aus dem Nationalpark verlaufen sich bisweilen auf dem Gelände und von Gavialen (Krokodilen) im benachbarten See wurde öfter berichtet.

### Sporteinrichtungen
Die Universität hat ein Freibad sowie Plätze für Fußball, Hockey, Cricket, Tennis, Basketball und Volleyball.

### Personalquartiere
Der Campus ist in verschiedene Bereiche eingeteilt. Um den Bereich mit den Verwaltungs- und Lehrgebäuden herum befinden sich verschiedene Wohngebiete, in denen getrennt voneinander wissenschaftliche Mitarbeiter, nicht-wissenschaftliche Mitarbeiter, Studenten und Bauarbeiter untergebracht sind.
Die Qualität der Quartiere variiert sehr stark. Während Professoren in ordentlichen Mehrzimmerwohnungen untergebracht sind, wohnen Bauarbeiter in landestypischen Wellblechhütten auf dem Campus.

### Studentenwohnheime
Da die Familien der meisten Student(inn)en nicht in Mumbai wohnen, sondern in teils weit entfernten Orten und die Mieten in Mumbai recht hoch sind, wohnen die meisten Studenten in einem von 14 Studentenwohnheimen.
Es wird dabei streng nach Geschlechtern getrennt. Die Wohnheime mit den Nummern 10 und 11 sind für Studentinnen. Zwischen 7 und 22 Uhr können sich die Studenteninnen und Studenten in den Wohnheimen gegenseitig besuchen, aber nur nach Eintragung in den „Guestbooks“ beim Wachpersonal und Hinterlegung des Studentenausweises des einladenden Studenten, der im besuchten Wohnheim wohnen muss.
In den ersten Semestern muss man sich ein Zimmer mit einem anderen Studenten teilen, es gibt vereinzelt auch Vierer-Zimmer mit Etagenbetten. In den höheren Semestern darf man in Einzelzimmer umziehen. Masterstudenten und ausländische Gaststudenten bekommen Einzelzimmer.
Wegen der Wohnraumknappheit in den Frauenwohnheimen werden auch ausländische Studentinnen in Mehrbettzimmern untergebracht. Auch die Gemeinschaftsräume wurden zu Bettenlagern umgebaut.
In den Wohnheimen gibt es üblicherweise eine eigene Mensa, Kopierläden, kleine Imbiss-Bars, SB-Waschküchen, Wasch- und Bügeldienste.

### Hochschulwache
Die örtliche Polizei von Mumbai hat keinen Zutritt zum Campus. Da der Campus administrativ nicht zum Staat Maharashtra gehört, untersteht die Hochschulwache direkt der indischen Zentralregierung.

## Veranstaltungen
Das viertägige Festival Mood Indigo findet jährlich im Dezember statt, normalerweise sehr kurz vor oder an Weihnachten.
Bei dem Musikfestival traten landesweit bekannte Musiker, wie zum Beispiel Shankar Mahadevan oder Asha Bhosle auf. Außerdem gibt es Wettbewerbe und Ausstellungen.
Bei dem zweijährlich stattfindenden Techfest präsentiert sich das IIT der Stadt Mumbai und Umgebung und versucht Besucher und Studenten mit allerlei Veranstaltungen und geladenen Forschungsgruppen aus der ganzen Welt zu unterhalten. Ein Nebeneffekt der Feste ist der kulturelle Austausch mit den Forschungsgruppen, die normalerweise auch ihre Universität präsentieren. Nach eigenen Angaben ist das Techfest das größte Festival seiner Art in Asien.

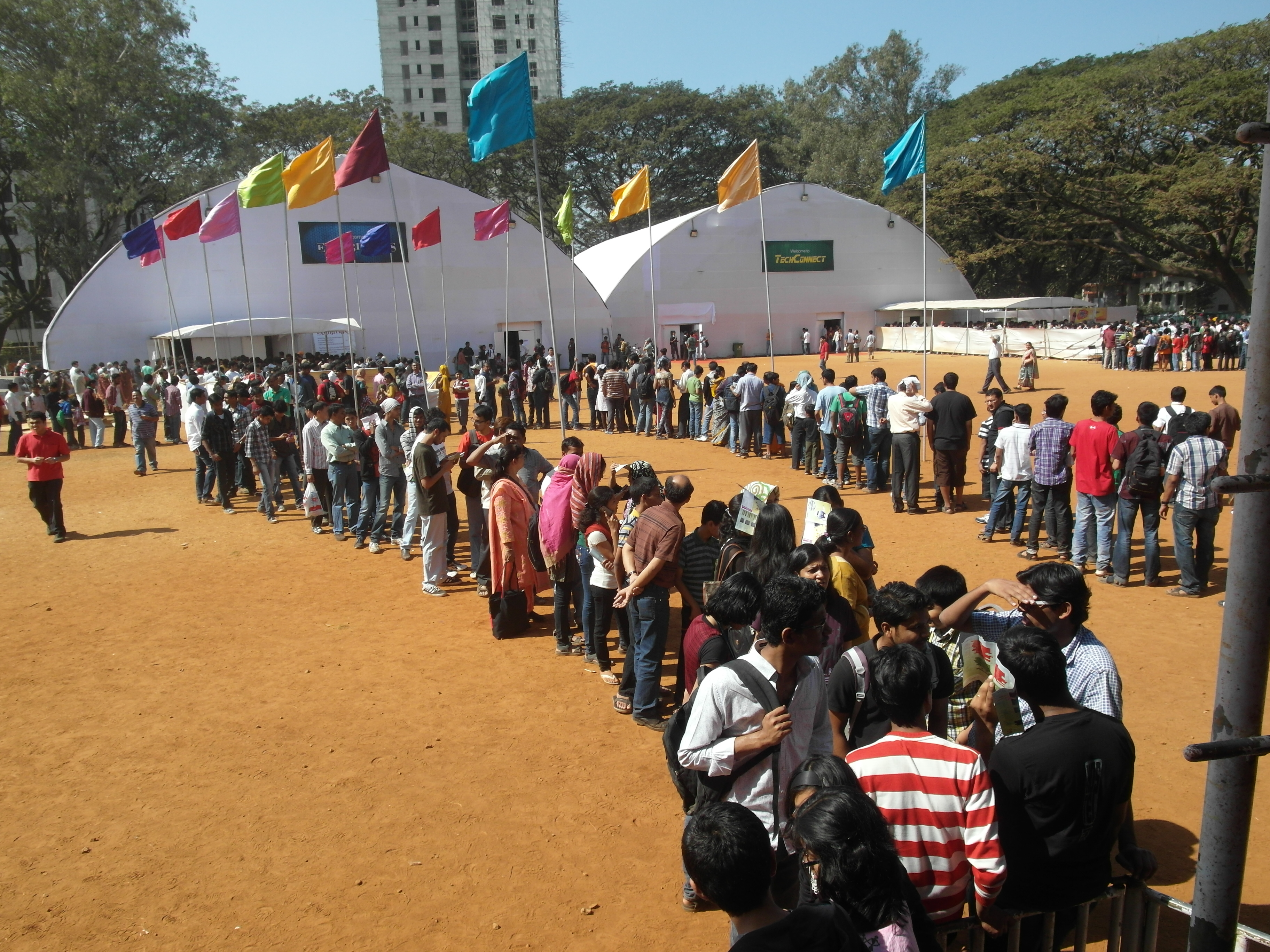
Warteschlange bei den „Exhibitions“ am Techfest 2012
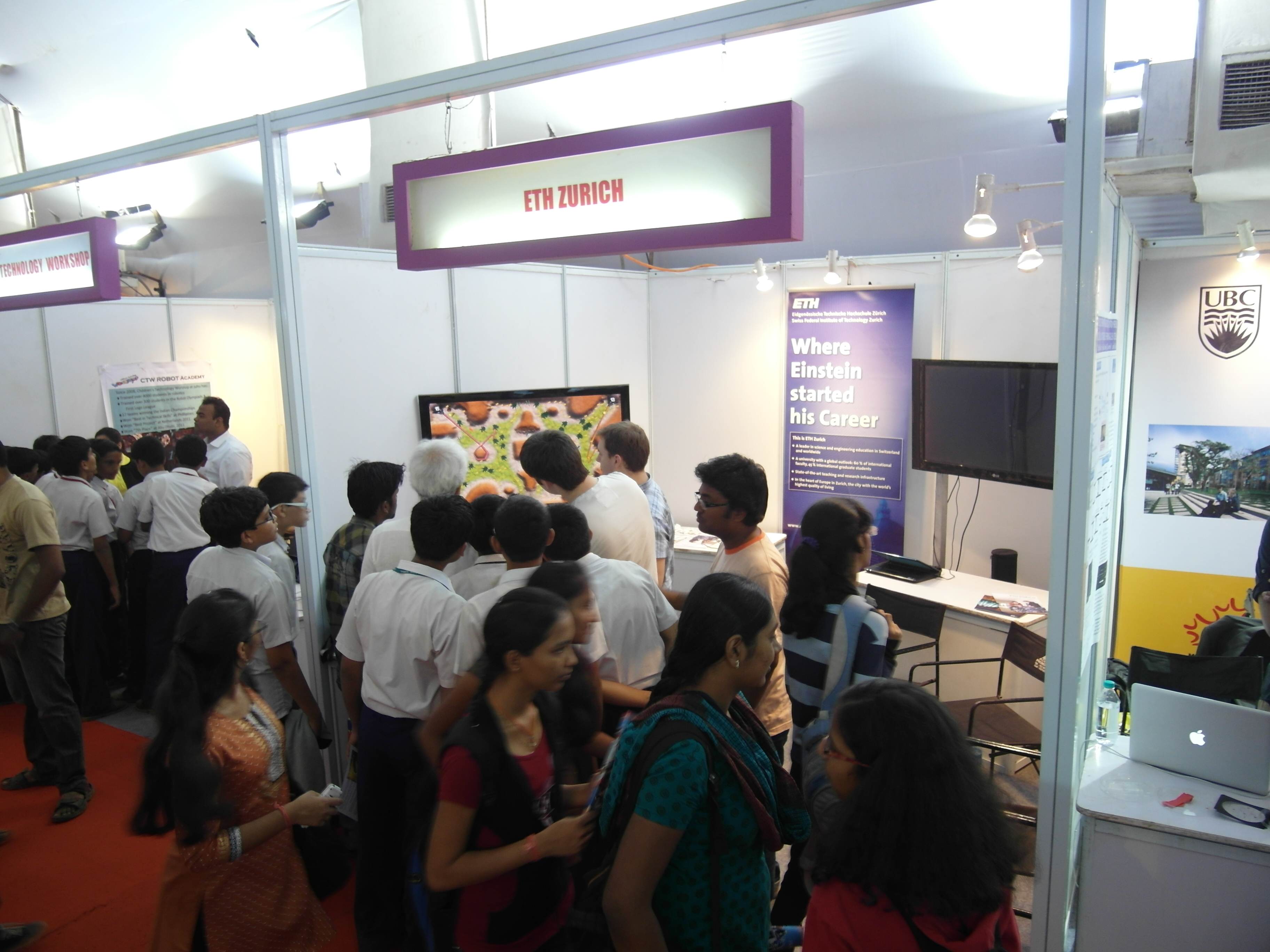
Ausstellung der ETH Zürich am Techfest 2012
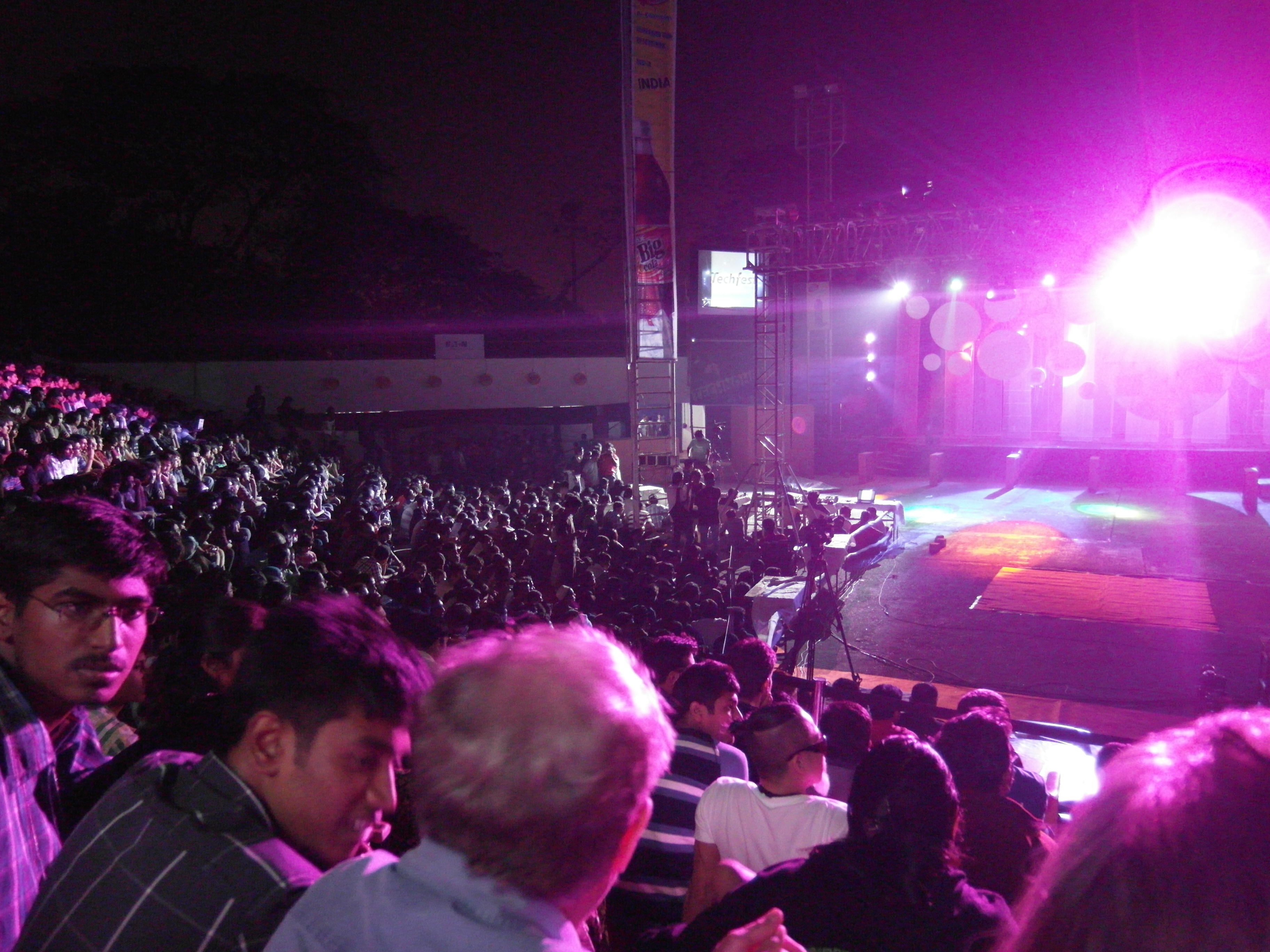
Auftakt zur Technoholics Show 2012, diese ist Bestandteil der Techfest Veranstaltungen

## Geschichte
IIT Bombay wurde 1958 als zweites Indian Institute of Technology nach dem IIT Karagpur mit Unterstützung der UNESCO und der Sowjetunion gegründet.
Die UNESCO stellte die technische Ausrüstung zur Verfügung, die Sowjetunion die technischen Experten, während die indische Regierung die Verantwortung für den Bau der Gebäude und die laufenden Kosten übernahm.
Am 25. Juli 1958 begann das erste Semester im provisorischen IIT-Quartier im Gebäude der Synthetic and Art Silk Mills Research Association (SASMIRA) in Worli einem Stadtteil von Mumbai mit 100 Studenten.
Diese Studenten wurden aus mehr als 3400 Bewerbern für die Zulassung für die Grund-Studiengänge Chemieingenieurwesen, Bauingenieurwesen, Elektrotechnik, Maschinenbau und Metallurgie ausgewählt.
Eines der Hauptziele war die Gründung von Instituten für das Studium mit einem breiten Angebot an Ingenieurwissenschaften.
Der 2,2 km² große Campus wurde in Powai, 29 Kilometer nördlich der Innenstadt von Mumbai angelegt.
Am 10. März 1959 wurde der Grundstein von Jawaharlal Nehru, dem ersten Ministerpräsidenten Indiens gelegt.
Obwohl die Stadt Bombay inzwischen in Mumbai umbenannt wurde, nennt sich die Universität immer noch (Stand 2017) IIT Bombay.

## Platzierung in Rankings
Das IIT Bombay hat bei einigen Rankings beachtliche Ergebnisse erreicht:
- 3. Platz bei einem Ranking unter asiatischen Technischen Universitäten 2000[7]
- 36. Platz in der Kategorie „Engineering and IT Universities“ weltweit 2009[8]
- 30. Platz beim Times Higher Education-QS World University Ranking 2009 in der Kategorie Engineering/Technology[9][10]